# The Bill Engvall Show
The Bill Engvall Show foi uma série de comédia publicada pela TBS que iniciou em 17 de julho de 2007 a 5 de setembro de 2009. Criada por Engvall e Michael Leeson, teve 3 temporadas, porém nunca foram exibidas em nenhum país lusófono.

## Personagens
| Ator                  | Personagem     | Descrição                                                                                                |
| --------------------- | -------------- | --- |
| Bill Engvall          | Bill Pearson   | Um conselheiro de famílias.                                                                              |
| Nancy Travis          | Susan Pearson  | Inteligente e amorosa mulher de Bill Pearson. Sempre tenta manter a família unida.                       |
| Jennifer Lawrence     | Lauren Pearson | Filha de Bill e Susan. Gosta de ser líder quando o assunto é planos.                                     |
| Graham Patrick Martin | Trent Pearson  | Filho de Bill e Susan. Não tem senso comum, porém demonstra ser inteligente.                             |
| Skyler Gisondo        | Bryan Pearson  | Filho de Bill e Susan. Mostra conhecimentos estranhos e incomuns, sendo alvo de piada dos irmãos.        |
| Tim Meadows           | Paul Dufrayne  | Um dos melhores amigos de Bill. Sonhava em ser médico, porém ganhou prática na área transplante capilar. |
| Brian Doyle-Murray    | Sr. Faulkner   | Vizinho rude e extravagante.                                                                             |
| Cynthia Watros        | AJ             | Melhor amiga de Susan Pearson.                                                                           |

1. ↑   É feita uma ironia, Bill Pearson é conselheiro de família, porém sua família também precisa de ajuda.

## Episódios
| Temporada | Temporada | Episódios | Exibição |
| --------- | --------- | --------- | -------- |
|           | 1         | 8         | 2007     |
|           | 2         | 12        | 2008     |
|           | 3         | 10        | 2009     |

## Emissoras internacionais
- Nine Network - Austrália
- Super Channel - Canadá
- Kanal 7 - Dinamarca
- TV1 - Lituânia
- TV2 - Nova Zelândia
- TVNorge - Noruega
- TV Slovenija 2 - Eslovénia
- TV6 - Suécia
- Novyi Kanal - Ucrânia
- Dubai One - Emirados Árabes Unidos